# Membrana bucofaríngea
Em embriologia, a membrana bucofaríngea é a região onde as massas em crescimento da ectoderme e da endoderme entram em contacto direto entre si, o que constitui uma membrana fina que forma um septo entre a boca e a faringe primitivas.